# Heinrich Freiherr von Stein
Heinrich Freiherr von Stein eigentlich Karl Eduard Heinrich Freiherr von Stein zu Nord- und Ostheim (* 12. Februar 1857 in Coburg; † 15. Juni 1887 in Berlin) war ein deutscher Philosoph, Pädagoge und Publizist. 

## Leben
Er war der jüngste Sohn des Heinrich Rudolf Freiherr von Stein zu Nord- und Ostheim, koenigl. Preussischer Oberstleutnant a. D. und dessen Ehefrau Thekla Sophie Eleonore Franziska Freiin von und zu der Tann-Rathsamhausen.  
Er studierte in Heidelberg, Halle und Berlin und promovierte 1877 mit der Dissertation „Über Wahrnehmung“. Bei einer Reise nach Rom lernte er die Schriftstellerin Malwida von Meysenbug kennen, die ihm eine Stelle als Hauslehrer bei der Familie Wagner vermittelte. Er wurde Lehrer und Erzieher des damals zehnjährigen Siegfried Wagner, des einzigen Sohns Richard Wagners, und gehörte fortan zum engen Kreis der „Wagnerianer“. 
Im Jahre 1881 habilitierte er sich an der Universität Halle mit der Schrift: Die Bedeutung des dichterischen Elementes in der Philosophie des Giordano Bruno. Ab 1884 lehrte er in Berlin, wobei er auch Vorlesungen über Richard Wagner hielt. Er publizierte mehrere Schriften über Richard Wagner und gab gemeinsam mit Carl Friedrich Glasenapp 1883 ein „Wagner-Lexikon“  heraus. Seine philosophischen Schriften behandeln Fragen der Ästhetik, z. B.: Goethe und Schiller, Beiträge zur Ästhetik der deutschen Klassiker oder Zur Kultur der Seele. Er starb im Alter von 30 Jahren an einer Herzkrankheit.

## Werke
- Über Wahrnehmung, Berlin, 1877
- Die Ideale des Materialismus. Lyrische Philosophie von Armand Pensier, Köln, 1878
- Die Bedeutung des dichterischen Elementes in der Philosophie des Giordano Bruno, 1881
- Helden und Welt. Dramatische Bilder, Chemnitz 1883
- Wagner-Lexikon. Hauptbegriffe der Kunst- und Weltanschauung Richard Wagner's. Aus seinen Schriften zusammengestellt von C.F. Glasenapp und H. Von Stein, 1883
- Die Entstehung der neueren Ästhetik, Stuttgart, 1886
- Aus dem Nachlass. Dramatische Bilder und Erzählungen, Leipzig 1888
- Vorlesungen über Ästhetik, Stuttgart, 1897
- Giordano Bruno. Gedanken über seine Lehre und sein Leben. Neu herausgegeben, Berlin, 1900
- Goethe und Schiller. Beiträge zur Ästhetik der deutschen Klassiker, Leipzig, Reclam-Bibliothek No. 3090, 1905
- Zur Kultur der Seele. Gesammelte Aufsätze, 1906